# Louis Frégier
Louis Frégier, né le 8 avril 1929 à Marseille et mort le 16 juillet 2014 à Manosque, est un peintre français connu pour ses tableaux à sujet militaire et ses œuvres oniriques sublimes relevant de son imaginaire.

## Biographie
Né à Marseille d'un père professeur à l’École des Beaux-arts, il étudie lui-même cette discipline à Marseille, puis à Paris pour préparer le professorat de dessin, ce qui lui permet d'enseigner à l'École normale d'instituteurs d'Aix-en-Provence de 1951 à 1968,. Il est ensuite détaché auprès de l'UNESCO comme expert international au Cameroun de 1968 à 1975, puis à la coopération française (à l'Institut national des Arts) au Mali de 1975 à 1991. Il vit ainsi vingt-trois ans en Afrique jusqu'à son retour à Manosque en France en 1991.
Louis Frégier a participé à de nombreuses expositions en Europe, en Afrique, au Japon, au Canada et aux États-Unis[réf. nécessaire].
En octobre 2015, les éditions Gaussen ont publié l'ouvrage "Requiem 14-18", réunissant les principales œuvres de Louis Frégier sur la Grande Guerre, ouvrage co-écrit avec le journaliste spécialiste en histoire militaire Nicolas Balique, et préfacé par le professeur Jean-Charles Jauffret, directeur du département d'histoire et du master de recherches "Histoire militaire comparée, géostratégie, défense et sécurité" de Sciences Po Aix-en-Provence.

## Peinture

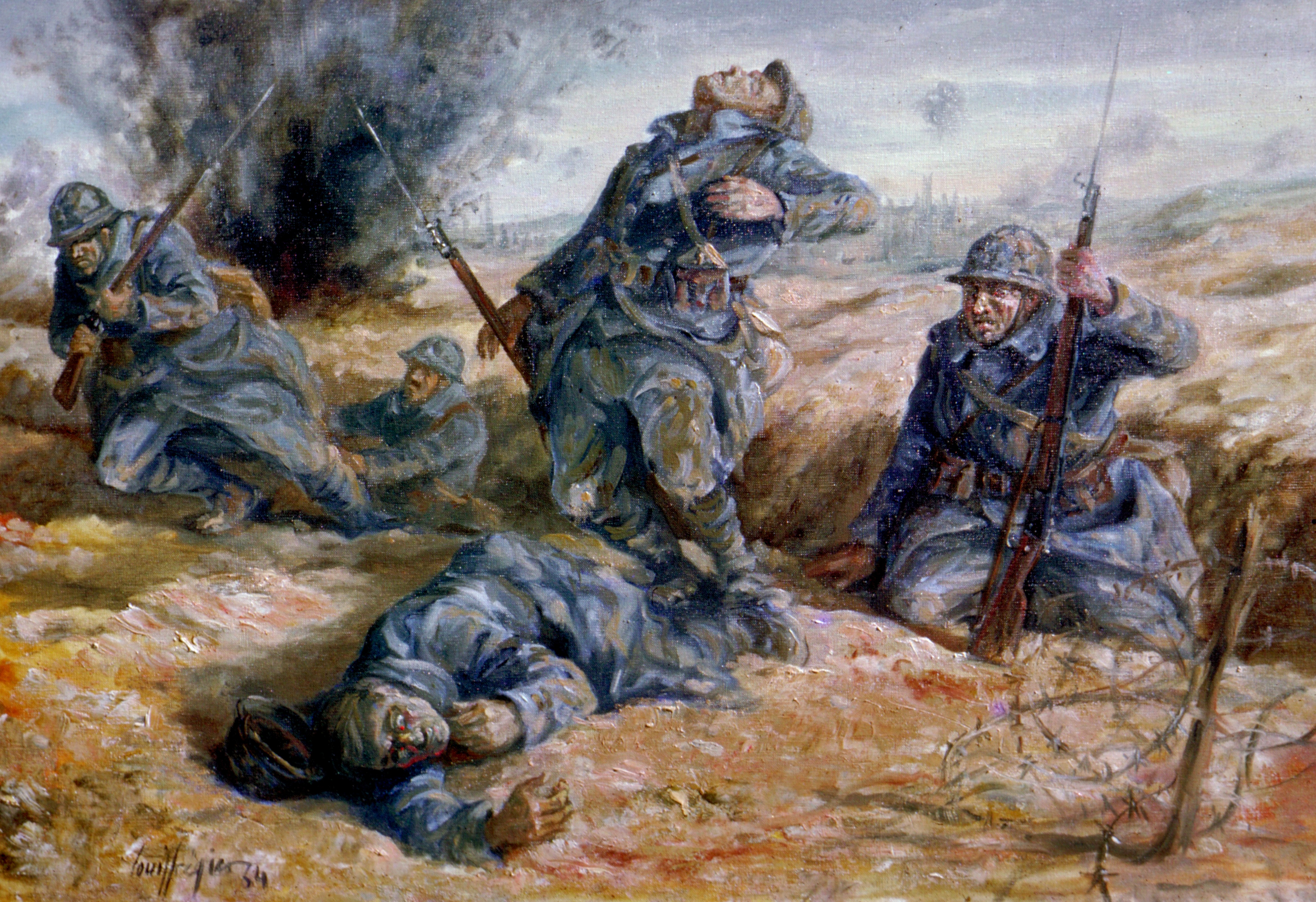
Le bond, huile sur toile, 1964 (Mémorial de Verdun).

Louis Frégier est principalement connu pour ses dessins militaires ; sa spécialité est le Premier Empire et les représentations héroïques des batailles napoléoniennes et des soldats de cette période historique, ainsi que les tableaux plus compassionnels de la Première Guerre mondiale. Légionnaire de 1re classe d'honneur, il a illustré un livre sur la Légion et est également l'auteur de nombreuses illustrations et peintures sur ce thème.
À la fin des années 1960, il diversifie les thèmes de ses tableaux en prenant pour sujet les cavernes, les cathédrales, la Genèse, la femme, l’Apocalypse, le Graal, la Bible ou la mythologie grecque, voire le tarot, où il peut intégrer de nombreux personnages et peindre selon son imagination.
Louis Frégier a illustré plusieurs livres et peint deux huiles sur toile pour illustrer les pochettes de disques (Musique sacrée ; Crucifixus) du compositeur Jean-Christian Michel.